# Kampfkunst

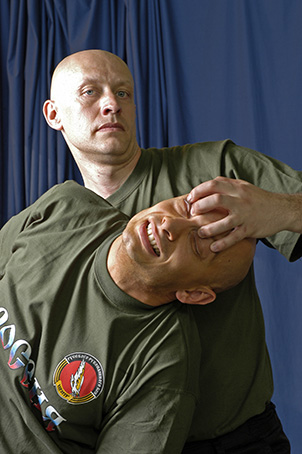
Systema. Russische Kampfkunst.

Training der Kampfkünste. (US-Marine Corps Martial Arts Program, 2014)

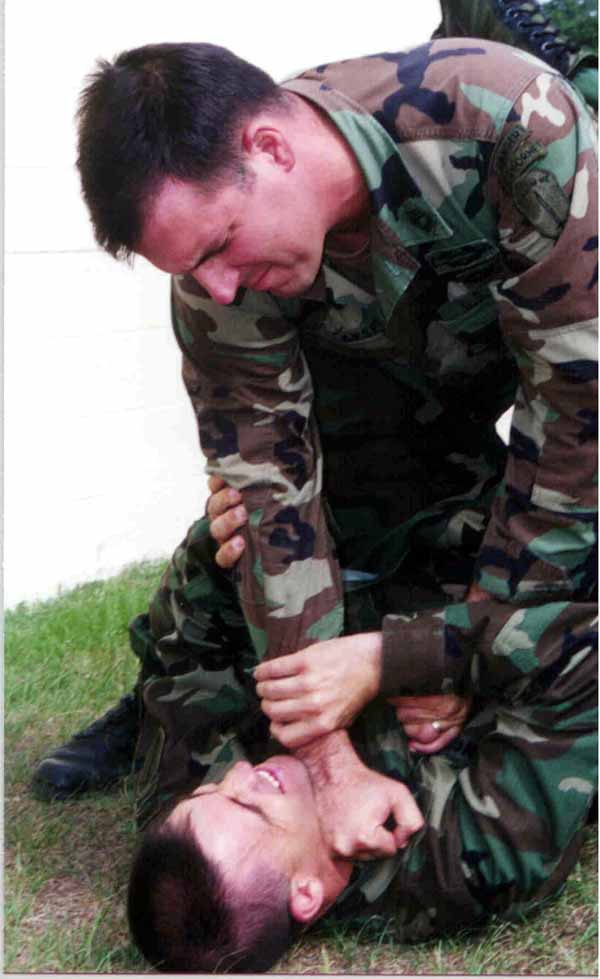
Kampftraining. Würgegriff. (U.S. Army military police, 2001)

Iaidō.

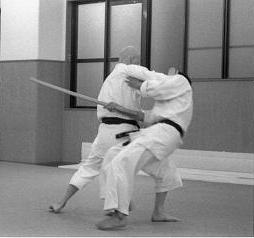
Asymmetrischer Kampf, Selbstverteidigung gegen einen Angriff mit Schwert. Aikidō.

Kampfkunst ist eine Technik, um Feinde zu besiegen und sich vor feindlichen Angriffen zu schützen. Auf Englisch heißt es „martial art“ – und „martial“ bedeutet „kriegerisch“.
Entscheidend ist hierbei nicht die tatsächliche Zweckmäßigkeit der jeweiligen Techniken, sondern ihr subjektiver konzeptioneller Nutzwert in einem spezifischen Anwendungsszenario. Dies kann z. B. ein Sportkampf, ein kriegerischer Zweikampf oder eine Selbstverteidigungssituation sein. Die Überwindung des Gegners kann sich dementsprechend u. a. in einem Punktsieg, der Ausschaltung der gegnerischen Angriffsfähigkeit, der Sicherstellung der eigenen körperlichen Integrität oder im Extremfall im Tod des Gegners äußern.
Manche Kampfsysteme gründen sich auf oder beinhalten die Verwendung von Waffen, insbesondere von Schlag- (z. B. Rattanstöcke im Arnis, Stock und Tonfa im Karatedo) und Stichwaffen (z. B. Schwerter im Iaidō und HEMA) sowie bestimmter Schusswaffen (z. B. Kyūdō). Gemeinhin zählen Systeme, die über die eigene Körperkraft hinaus verstärkte Waffen verwenden (z. B. durch Chemikalien, Motoren, Pressluft, Computertechnik), nicht zu Kampfkunst/Kampfsport, wodurch die Grenze zur Kriegsführung teilweise fragwürdig bleibt.
Kampfsysteme sind ein weltweites, sehr altes und äußerst diversifiziertes Phänomen, das sich in unzählige kulturelle Praktiken aufteilen lässt, die wiederum eigene Schwester- und Tochtersysteme umfassen. Im Unterschied zum klassischen Sport sind Kampfsysteme oft von kultisch-religiösen Praktiken, rituellen oder modernen (Kriegs-)Tänzen und dem Bewegungstheater beeinflusst; teilweise sind sie umgekehrt auch Elemente dieser Praktiken (wie das Sumō in shintoistischen Zeremonien, dem Kung Fu in der Peking-Oper oder aber der Haka als Einschüchterungstanz neuseeländischer Spielmannschaften). Von der Antike bis zur Moderne waren Kampfelemente (wie Ringer- und Schlagtechniken) fester Teil vieler Mannschafts- und Ballsportarten wie im Hurling und Knappan: Kämpfen und Spielen wurden eher als Einheit betrachtet, bis sich auf Dauer durch Zivilisierungsprozesse das heutige moderne Sportverständnis entwickelte und Kampfelemente in eigene Disziplinen (wie Boxen) ausgelagert wurden. In einigen traditionellen (z. B. Calcio Storico) sowie modernen Sportarten (wie Eishockey) ist die Vermischung von Spiel und Kampf immer noch deutlich sichtbar.
Das Training von Kampfkunst/Kampfsport gestaltet sich in den meisten Fällen als Kombination von Techniklernen und -üben sowie deren Anwendung in dynamischen Zweikämpfen oder kodifizierten Kampfchoreografien. Üblich sind außerdem Elemente aus dem Flexibilitäts-, Kräftigungs- und Schnelligkeitstraining. Auch kampftheoretische oder -philosophische Gespräche können Teil des Trainings sein.
Der Professionalisierungsgrad von Kampfsystemen ist sehr unterschiedlich. Trainiert wird formell u. a. in kommerziellen Clubs (z. T. im Franchise, wie bei EWTO-Wing Chun), öffentlichen Vereinen, privaten Haushalten, militärischen und polizeilichen Einrichtungen, allgemein bildenden Schulen, therapeutischen Einrichtungen bis hin zu Gefängnissen. Einige wenige verfügen über ein hochprofessionelles Ligasystem; viele weitere über Dachverbände oder ähnliche nationale und internationale Organisationsstrukturen.

## Geschichte
Es existierten im Europa des Hochmittelalters und der Renaissance verschiedene Fechtstile, auch „Schulen“ genannt. Diese unterschieden sich in ihrer Herkunft, jedoch vor allem in den gebrauchten Waffen und in dem Zeitalter, in dem sie populär waren. Es wird unterschieden zwischen der deutschen Schule, der italienischen Schule, der spanischen Schule, der englischen Schule und der französischen Schule. Während die früheren Fechtbücher hauptsächlich im deutschen Sprachraum erschienen, verschob sich diese Entwicklung im Laufe des 16. bis 17. Jahrhunderts nach Italien. Aus der italienischen und der französischen Schule entwickelte sich das heutige Sportfechten.

### Geschichte in Deutschland
Es ist anzunehmen, dass schon im alten Germanien Vorläufer von Ringersystemen praktiziert wurden, die möglicherweise auch im Bezug zum antiken Ringen des römischen Reichs standen. Die ersten dokumentierten Kampfsysteme im deutschsprachigen Raum finden sich in Fechtbüchern aus dem 13. Jahrhundert. Vor allem aus dem Spätmittelalter sind Fecht- und Duellbücher überliefert. Die entsprechenden Systeme wurden unter dem Sammelbegriff „Kampfkunst“ zusammengefasst, wobei hier „-kunst“ als technische Fertigkeit gemeint ist und nicht als Kunst im heutigen Verständnis. Auch Ringertechniken sind in einigen Fechtbüchern zu finden.
Im 20. Jahrhundert verbreitete sich fernöstliche Kampfkunst mehr oder weniger in Wellen in Deutschland. Erich Rahn gründete 1906 die erste Jiu-Jitsu-Schule. Im gleichen Jahr gründete sich in Köln der erste deutsche Amateur-Boxclub, nachdem das moderne Boxen, ursprünglich aus England stammend, in den Kanon der Olympischen Spiele aufgenommen worden war. Unter Führung von Alfred Rhode gründete sich 1932 der Deutsche Judo-Ring. Die Entwicklung der Nachkriegszeit wurde dominiert von Kino-Blockbustern: So leitete Bruce Lee mit Enter the Dragon die Kung-Fu-Welle in den 1970er Jahren ein und Karate Kid die Popularität des Karatedō in den 1980er Jahren. Obwohl auch bereits z. T. lange vorher verschiedene Kleingruppen exotische Kampfsysteme praktiziert hatten, wurde die stilistische Diversifizierung erst in den 1990er Jahren wirklich spürbar, als sich u. a. Taekwondo, Taijiquan, Wing Chun und MMA zunehmend verbreiteten. In der heutigen Zeit wird in Deutschland eine unüberschaubare Vielfalt verschiedenster Stile und Systeme trainiert bzw. ausgeübt.

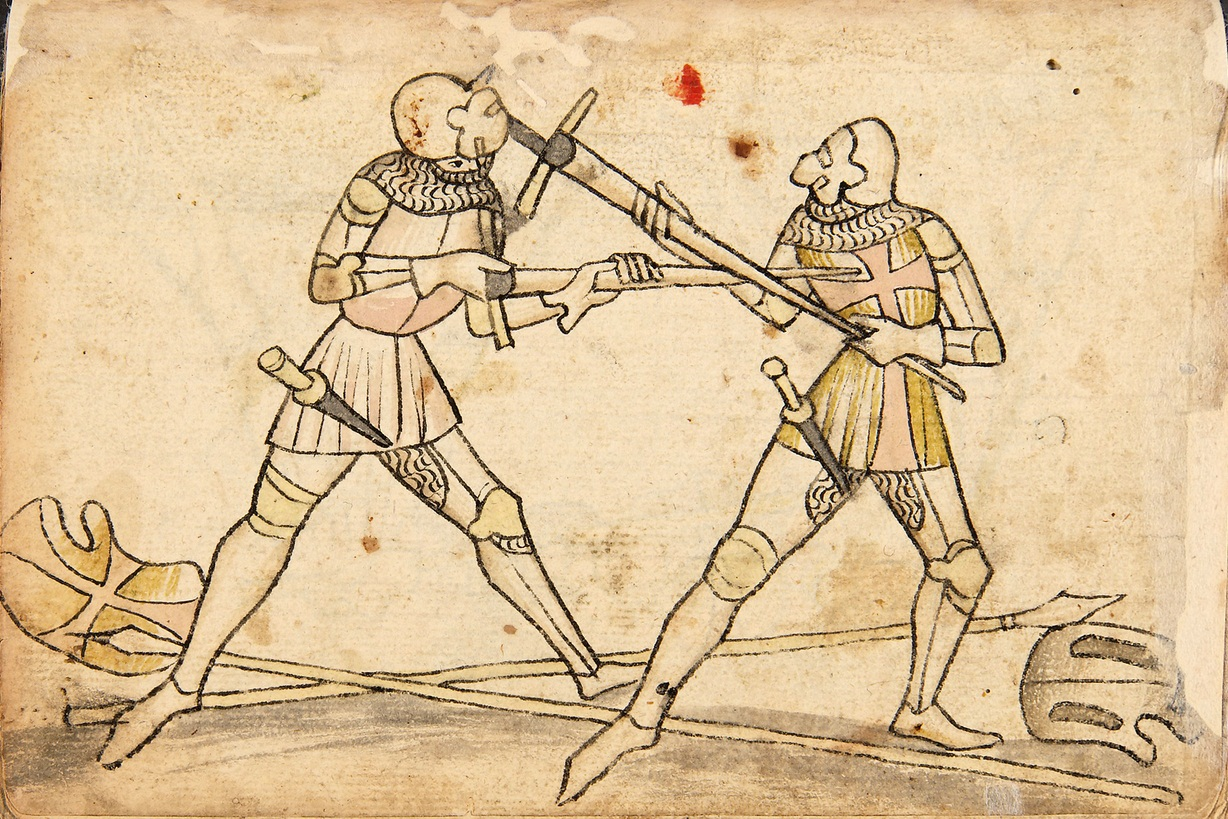
„Mordschlag“
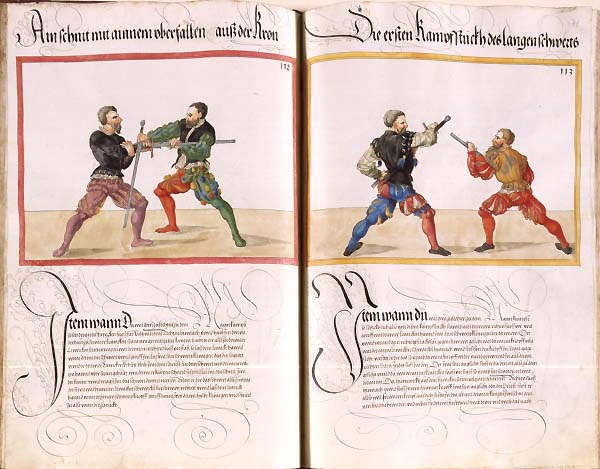
Paulus Hector Mair 16.  Deutsche Fechtschule.

## Sportliche Kampfkunst

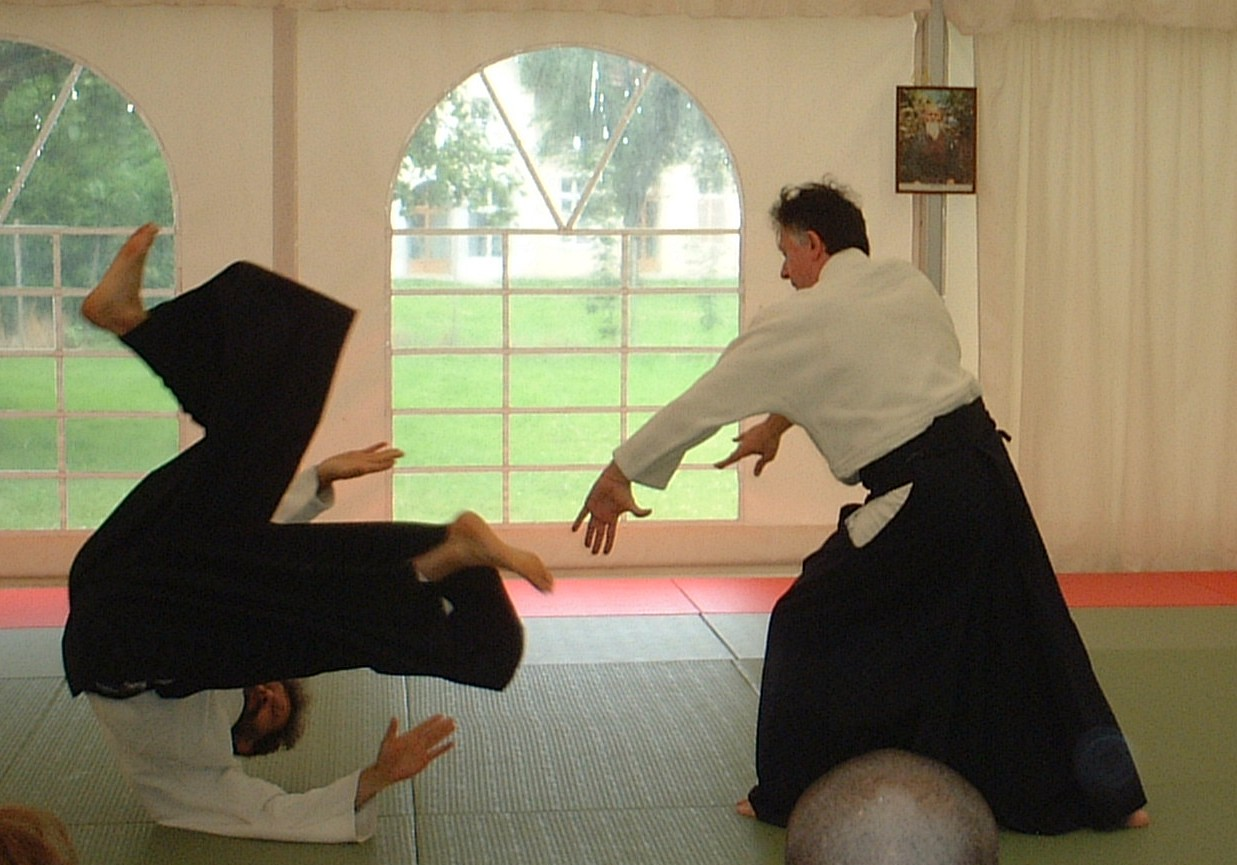
Aikidō. Einer der neuen Budo.

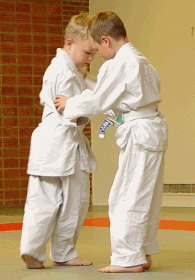
Judo

Die Kampfkünste stellen Systeme dar, die Techniken zur Kriegsführung und Selbstverteidigung beinhalten. Ziel ist es Feinde zu besiegen oder zu töten.
„Kampfkunst“ gilt als adäquate Übersetzung des lateinischen Begriffs „Ars Martialis“, „der Kunst des Mars“, des römischen Kriegsgotts (vgl. martialisch). Dieser Begriff findet sich in wenig abgewandelter Form in vielen Neusprachen, beispielsweise „Martial Arts“ (englisch), „Arts Martiaux“ (französisch), „Artes marciales“ (Spanisch) oder „Arti Marziali“ (italienisch). Wenigstens ein deutschsprachiger Autor weist auf den dem Ausdruck „Martial Arts“ innewohnenden Eurozentrismus hin.
Der mittelalterliche Kampfkunstbegriff wurde zu Beginn des 20. Jahrhunderts, wie andere Bewegungsformen und -spiele auch, von den Konzepten des deutschen Turnens und der schwedischen Gymnastik beeinflusst. Der später Einzug haltende Oberbegriff „Sport“ aus dem Englischen führte zu einer Verbreitung des Begriffs „Kampfsport“, der seither neben „Kampfkunst“ Verwendung findet. In der öffentlichen Wahrnehmung und in Teilen der Wissenschaft wird Kampfkunst häufig mit spiritueller und künstlerisch-ästhetischer Bewegungspraxis verbunden. Einige Autoren wie Pfeifer grenzen Kampfkunst als hocheffektives Kriegshandwerk mit dem Ziel der Ausschaltung bzw. Vernichtung des Gegners vom versporteten modernen Kampfsport ab. Wieder andere subsumieren unter Kampfkunst alle Systeme, die nicht der vergleichsweise engen Definition von Kampfsport zugehörig sind, die zumeist ein wettkämpferisches Sportregelwerk und entsprechende Vergleichskämpfe sowie Meisterschaften voraussetzt. Einer genaueren Untersuchung halten diese Argumentationslinien jedoch nicht stand. Einerseits haben viele eher als traditionelle Kampfkünste bezeichnete Systeme Wettkampfregelwerke entwickelt (z. B. im Karatedō, Kyūdō, Iaidō und sogar bestimmte Stilrichtungen im Aikidō), andererseits ist die Motivstruktur der Praktizierenden nicht unbedingt kohärent zu den Ursprüngen der jeweiligen Kampfkunst/Kampfsport. So identifiziert Meyer für das Karatedō etwa 60 verschiedene Ausübungsmotive, die von sozialen, gesundheitlichen, wettkämpferischen, spirituellen, über berufspraktischen bis hin zu emotionalen (Angstlust und -bewältigung, Macht, Bewegungsfreude, Flow, Katharsis) reichen. Diese grundsätzlichen Ausrichtungen sind auch für andere Systeme und Kulturen bestätigt worden.
Die multiple Begriffsstruktur anderer Sprachen, wie Martial Arts und Combat Sports im Englischen oder bujutsu [武術], budō [武道], bugei [武芸] und kakutogi [格 闘技] im Japanischen mit ihren jeweils eigenen Semantiken und Etymologien sowie die Definition künstlicher Begriffe führt zu einer weiteren Verwirrung im internationalen Diskurs. Prägend war dabei vor allem Draegers Unterteilung in klassische (classical) und moderne (modern) budō und bujutsu, die nicht nur aufgrund ihrer japanzentrierten Herleitung kritisiert wurde.

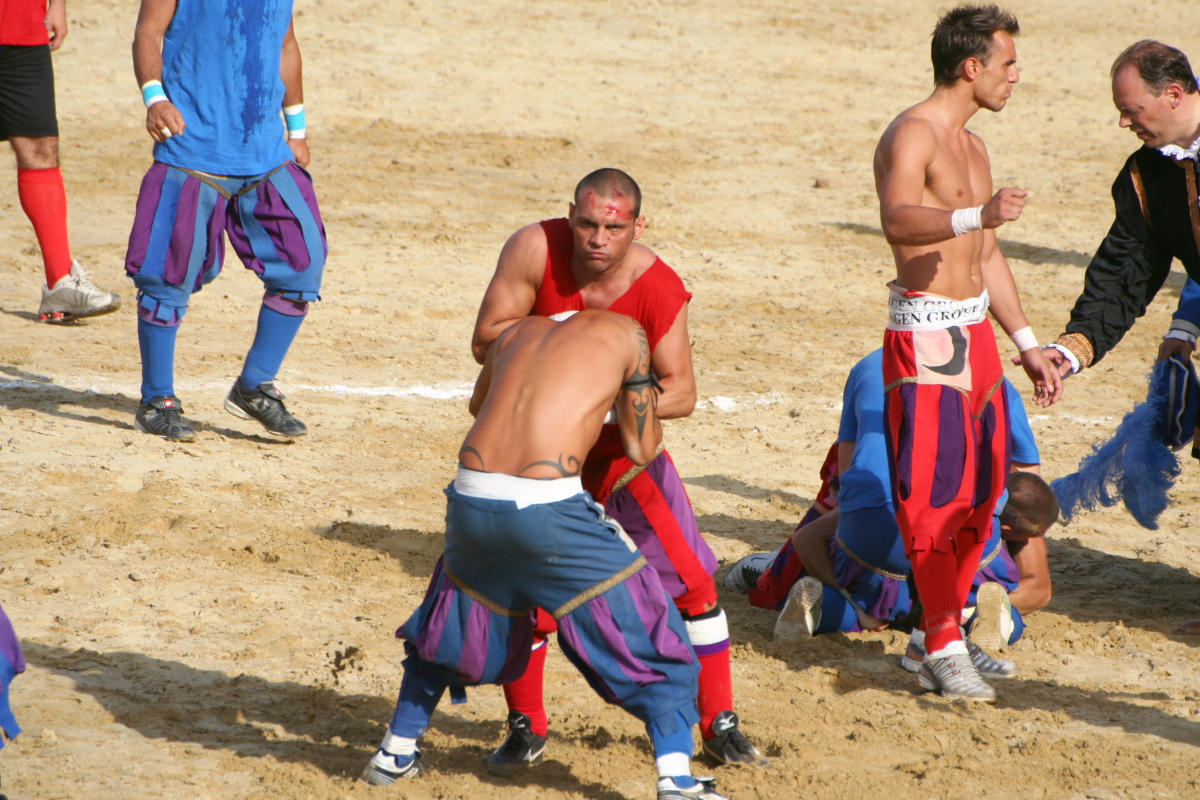
Calcio Storico
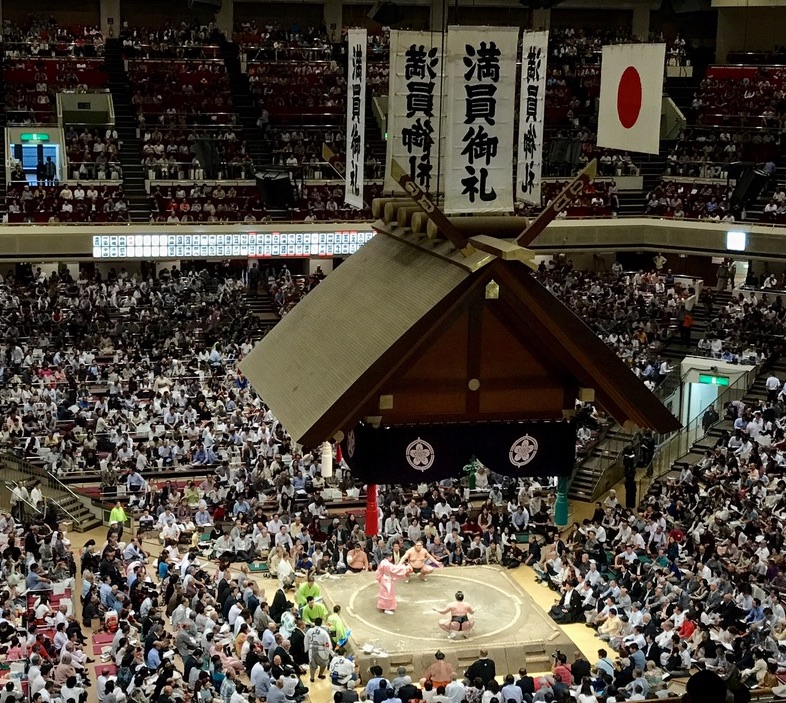
Sumo-Turnier in Tōkyō

## Definitionen Kampfkunst/Kampfsport
Nach einer neueren Arbeit wird ein Bewegungssystem als Kampfkunst/Kampfsport klassifiziert, wenn es
1. einen körperlich-leiblichen Kampf mit einem oder mehreren Gegnern darstellt (die z. B. in Übungsformen auch imaginiert oder instruiert sind)
2. unbewaffnet oder kalt-bewaffnet durchgeführt wird (z. B. mittels Stich- und Schlagwaffen)
3. sich an einem eindeutigen Mustersetting (Master Reality) ausrichtet hinsichtlich Kampfort, Kampfziel, Bewaffnung, Rüstung etc., in welchem dem System ein Nutzen zugesprochen wird
4. eine hegemoniale kampfkulturelle Identität besitzt, d. h. als Handlungsziel die symbolische oder tatsächliche Überwindung des/der Gegner (im Unterschied zu einer Spiel-, Tanz- oder Theateridentität sowie zu entsprechenden Hybriden mit Kampfanteilen [wie Calcio Storico, Taiji Bailong])
5. eine technische Systematisierung vorweisen kann, die durch Lehre weitergegeben und reflektiert wird, was ggf. anhand von kampftechnischen Paradigmen (wie die Keilform im Wing Chun oder Ikken Hissatsu im Karatedō), einem normativen Framework sowie institutioneller Professionalisierung ablesbar ist
6. technisch „auto-immun“ ist, d. h., dass der Technikvorrat des Systems komplementär ist: Jeder Angriffstechnik steht mindestens eine Abwehr-, Konter- oder Meidtechnik gegenüber.

Der Sportwissenschaftler George Jennings schlägt eine kürzere Definition vor:
„Eine Kampfkunst [Martial Art] ist ein phantasievolles, anpassungsfähiges System physischer menschlicher Kampftechniken, das entwickelt wurde, um mit wahrgenommenen Problemen im Kampf und in der Gesellschaft umzugehen.“

## Systematik
Kampfkunst/Kampfsport lässt sich nach folgenden Faktoren systematisieren:
1. Geografische Herkunft
2. Technische Ausrichtung: Bodenkampf, Standkampf, Boden-Stand-Hybrid
3. Kontaktstärke: Nullkontakt, Halbkontakt, Vollkontakt
4. Professionalisierung: Wettkampf- und Ligasystem
5. Organisation: Öffentlich, privat, Franchise (wie EWTO-Wing Chun)
6. Zieldimension: Punktsieg, Knockout, Submission, Bewegungsdialog, spirituell-leibliche Körpererfahrung, pädagogische Ziele
7. Waffenverwendung: Stockwaffen (z. B. Bō-Stab, Jō-Stab, Rattan-Stab, Langstock), Faustwaffen (z. B. Nunchaku, Tekkō, Tonfa), Stichwaffen z. B. (Schwert, Hellebarde, Naginata), Pfeilwaffen (z. B. Langbogen)

### Aktuell
- Martin J. Meyer & Heiko Bittmann: Kampfkunst, Kampfsport und Gesellschaft. Interdisziplinäre Zugänge. Band I. Verlag Heiko Bittmann, Ludwigsburg 2023.
- Martin Joh. Meyer: What Is Martial Arts? The Six-Attribute Model as an Empirical Approach to Field Terminology. Verlag Heiko Bittmann, Ludwigsburg 2020.
- Lisa Deutscher, Mirjam Kaiser, Sixt Wetzler: The Sword. Form and Thought. Boydell & Brewer Ltd., Woodbridge 2019.
- George Jennings: Bruce Lee and the Invention of Jeet Kune Do. The Theory of Martial Creation. In: Martial Arts Studies. Band 8, 2019, S. 60–72.
- Rita Németh: Kyūdō im Wandel. Das japanische Bogenschießen von 1900 bis heute. Beiträge zur kulturwissenschaftlichen Süd- und Ostasienforschung. Band 9. Ergon, Baden-Baden 2019.
- Heiko Bittmann: Geschichte und Lehre des Karatedō. Verlag Heiko Bittmann, Ludwigsburg 2017.
- Martin Minarik: Ideological Efficacy before Martial Efficacy. On the Relationship Between Martial Arts, Theatricality and Society. In: Martial Arts Studies. Band 5, 2017, S. 61–71.
- Henning Wittwer: Karate. Kampfkunst. Hoplologie. Gibukai, Niesky 2014.
- Michael Coesfeld: Kampfsport im Dritten Reich – Werkzeug der Weltanschauung. In: S. Happ, O. Zajonc (Hrsg.): Kampfkunst und Kampfsport in Forschung und Lehre. Czwalina, Hamburg 2012. S. 37–49.
- Sixt Wetzler: Hieb und Stich – Von der kulturellen Prägung kämpferischer Bewegung am Beispiel der europäischen Fechtkunst. In: P. Kuhn, H. Lange, T. Leffler, S. Liebl (Hrsg.): Kampfkunst und Kampfsport in Forschung und Lehre 2011. 1. Internationales Symposium „Kampfkunst & Kampfsport“ vom 6. bis 7. April 2011 in Bayreuth. Czwalina, Hamburg 2011. S. 99–105.
- Thomas Green, Joseph R. Svinth: Martial Arts of the World. An Encyclopedia of History and Innovation. Volume I: Regions and Individual Arts. ABC-Clio, Santa Barbara 2010.
- Thomas Green, Joseph R. Svinth: Martial Arts of the World. An Encyclopedia of History and Innovation. Volume II: Themes. ABC-Clio, Santa Barbara 2010.
- Donn F. Draeger: Classical Budo. The Martial Arts and Ways of Japan. Weatherhill, Boston 2007.
- Donn F. Draeger: Classical Bujutsu. The Martial Arts and Ways of Japan. Weatherhill, Boston 2007.
- Jan Hintelmann: Westliche Sinnfindung durch östliche Kampfkunst? Das Angebot von Kampfkunstschulen – Theorie und Praxis des Wushu und Budo. IKO-Verlag für Interkulturelle Kommunikation, Frankfurt am Main 2005.
- Ralf Pfeifer: Mechanik und Struktur der Kampfsportarten. Handbuch für Trainer in Kampfsport und Kampfkunst. Sport und Buch Strauß, Köln 2004.
- Andreas Niehaus: Leben und Werk KANÔ Jigorôs. Ein Forschungsbeitrag zur Leibeserziehung und zum Sport in Japan. In: Sport, Kultur und Gesellschaft. Band 4. Ergon Verlag, Würzburg 2003.
- Kai Filipiak: Die chinesische Kampfkunst. Spiegel und Element traditioneller chinesischer Kultur. Leipziger Universitätsverlag, Leipzig 2001.
- Axel Binhack: Zum Phänomen des Kampfes in Sport und Gesellschaft. Campus Verlag, Frankfurt am Main 1998.
- Ewart Oakeshott: Records of the Medieval Sword. Boydell & Brewer Ltd., Woodbridge 1998.
- Phillip Zarrilli: When the body becomes all eyes. Oxford Univ. Pres, Delhi 1998.
- Donn F. Draeger: Modern Bujutsu and Budo. The Martial Arts and Ways of Japan. Volume Three. Weatherhill, New York und Tōkyō 1996.
- Michael Maliszewski: Spiritual Dimensions of the Martial Arts. Charles E. Tuttle Company, Rutland, Tōkyō 1996.
- Marc Theeboom et al.: Traditional Asian martial arts and the West. In: Journal of Comparative Physical Education and Sport. Band 17, 1995, S. 57–69.
- Michael B. Poliakoff: Kampfsport in der Antike – Das Spiel um Leben und Tod. Zürich/München 1989.
- Frederic Fredersdorf: Japanische Budo-Disziplinen und abendländische Bewegungskultur. Entstehung, Verbreitung und Aneignung kulturfremder Sportarten am Beispiel japanischer Kampfkünste. Weinert, Berlin 1986.

### Historisch
- Sunzi: Über die Kriegskunst / Sun Bin: Über die Kriegskunst
  - In der Übersetzung von Zhong Yingjie. Verlag Volkschina, ISBN 7-80065-508-3 (mit einer Übersetzung ins moderne Chinesisch)
  - Überarbeitete Neuauflage 2007 ohne chinesischen Text. Verlag für fremdsprachige Literatur, Beijing, ISBN 978-7-119-04486-6.
- Hanko Döbringer: Cod.HS.3227a. 1389, Germanisches Nationalmuseum Nürnberg
- Hans Talhoffer: Erster Gothaer Codex. 1443, Ms. Chart. A558, Forschungsbibliothek Gotha
- Peter von Danzig: Cod. 44 A 8 [Cod. 1449]. 1452, Biblioteca dell'Academica Nazionale dei Lincei e Corsiniana
- Siegmund Ringeck: Mscr. Dresd. C 487. 1452, Sächsische Landesbibliothek, Dresden[15][16]
- Johannes Lecküchner: Cod. Pal. Germ. 430. 1452, Universitätsbibliothek Heidelberg
- Albrecht Dürer: HS. 26–232. 1512, Michigan State University, Albertina, Wien